# ショータ・チョチョシビリ
ショータ・チョチョシビリ（グルジア語：შოთა ჩოჩიშვილი、ロシア語：Шота Самсонович Чочишвили、Shota Samsonovich Chochishvili 1950年7月10日 - 2009年8月27日）は、ソビエト社会主義共和国連邦（ソ連）・グルジア共和国・シダ・カルトリ出身の柔道家、格闘家である。身長190 cm。体重110 kg。

## 経歴・人物
柔道家としてはソ連の代表選手として1972年の第20回夏季オリンピックミュンヘン大会の柔道男子軽重量級で金メダルを獲得。また、1976年の第21回夏季オリンピックモントリオール大会では柔道男子無差別級で、優勝した上村春樹に敗れたものの銅メダルを獲得するなどの活躍を見せた。
1989年、ソビエト社会主義共和国連邦のペレストロイカ政策の一環としてスポーツ選手のプロ化が認められた際にはプロ格闘家に転向し、その年の4月24日に新日本プロレスに登場。アントニオ猪木と対戦し、5ラウンド1分20秒にチダオバ流裏投3連発でKO勝ちした。この試合は猪木が異種格闘技戦で敗れた唯一の試合である。1か月後の5月25日に大阪城ホールにて行われた一戦では、2ラウンド1分7秒で猪木に裏十字固めを極められ敗れている。
現役引退後は、グルジア共和国のスポーツ界の要職や、グルジア共和国大統領補佐官を歴任するなど、幅広い活躍を見せていた。
2009年8月27日、がんのために死去。59歳没。2015年、IJF殿堂入り。

## 主な戦績
軽重量級での戦績
- 1972年 - ドイツ国際 軽重量級 3位 無差別 3位
- 1972年 - ポーランド国際 3位
- 1972年 - ミュンヘンオリンピック 優勝
- 1973年 - ソ連国際 優勝

重量級での戦績
- 1973年 - ヨーロッパ選手権 無差別 2位
- 1974年 - ヨーロッパ選手権 無差別 2位
- 1974年 - 世界学生 無差別 2位
- 1975年 - ソ連国際 重量級 2位 無差別 優勝
- 1975年 - ヨーロッパ選手権 無差別 2位
- 1975年 - 世界選手権 無差別 3位
- 1976年 - オランダ国際 優勝
- 1976年 - モントリオールオリンピック 無差別 3位
- 1977年 - ヨーロッパ選手権 無差別 3位